# Földi Imre Sportcsarnok
A Földi Imre Sportcsarnok a Grundfos Tatabánya KC sportcsarnoka. 2009-től a Nemzet Sportolója címet kiérdemlő, Földi Imre nevét viseli. A létesítmény 1000 férőhelyes. Kulturális rendezvényeknek, így színházi előadásoknak is a színhelye.

## Története
1971 januárjában Beckl Sándor a Magyar Testnevelési és Sportszövetség Országos Tanácsának elnöke a Tatabányai Bányász küldöttgyűlésén bejelentette, hogy a szervezet 5 millió forinttal járul hozzá a tervezett városi sportcsarnok építéséhez. 1971 decemberére az MTS és a városi tanács szerződést kötött a csarnok építéséről és támogatás összegéről. Az akkori számítások szerint a kivitelezés 15 millió forintba került volna és 1972 végére lett volna kész. 1973 tavaszán a városvezetés megrendelte a csarnok építését, ami ekkor már 21 millió forintba került. A munkák 1974 tavaszán kezdődtek meg. Az épület osztrák liszensz alapján készült. A költségeken a Tatabányai Szénbányák, a város és ekkor már az Országos Testnevelési és Sport Hivatal osztozott. A kivitelező a szénbányák építészeti üzeme volt. A terveket az Építéstudományi Intézet készítette el.
A Csarnokot 1976. szeptember 9-én adták át. Az avató mérkőzések a Magyar válogatott – Komárom megye válogatott, majd a Tatabányai Bányász – Oberglas Bärnbach (osztrák) összecsapások voltak.
1979 március 30-án a Tatabánya – Gummersbach KEK elődöntőn a német csapat kézilabdázója, Joachim Deckarm egy ütközés után a fejét beverte a pálya PVC borítású beton padlójába. Az eset után 131  napig kómában volt és tartós agykárosodást szenvedett.
1993. május 24. és június 30. között a játéktér műanyag borítását parkettára cserélték és az épület homlokzatát újra vakolták.
2007-ben a csarnok fejépülete átalakításon esett át.

## Események
- 1982-es női kézilabda-világbajnokság
- 2025-ös magyar ökölvívó bajnokság

## Címe
Tatabánya, Szent Borbála út 19.

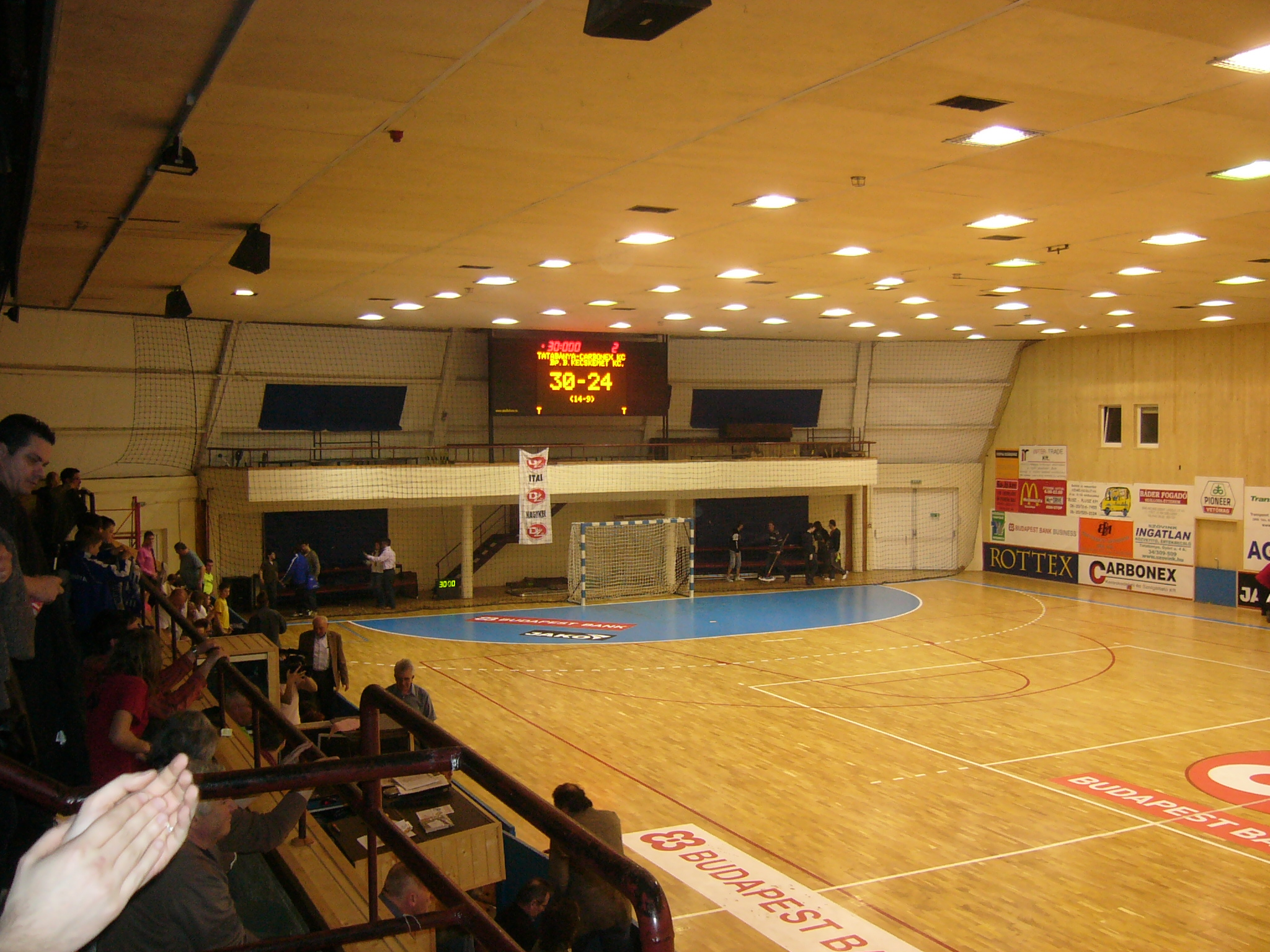
Belülről
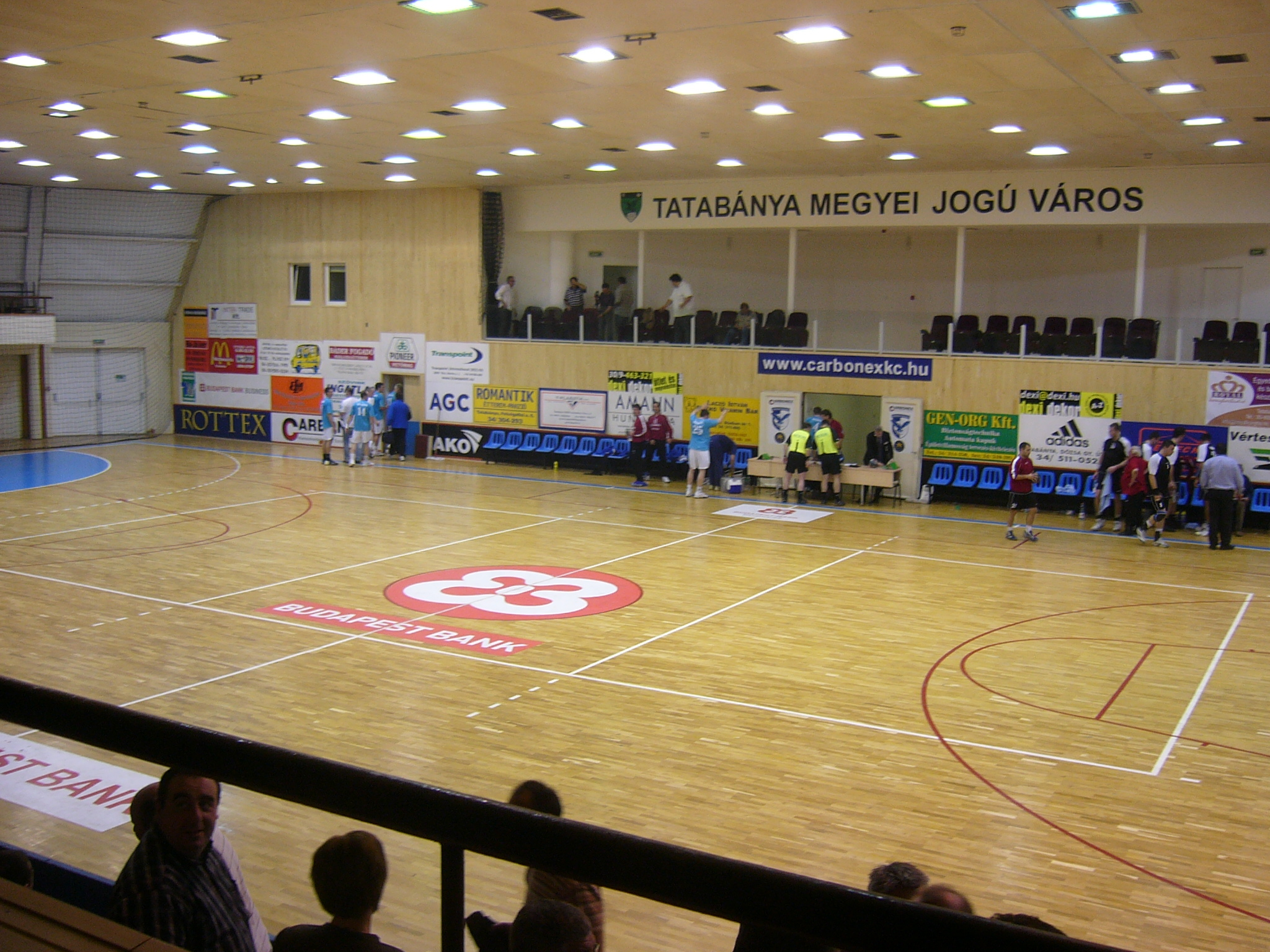
A sportcsarnok VIP-páholya